# Zhang Yaokun
Zhang Yaokun (chiń. 张耀坤; pinyin Zhāng Yàokūn; ur. 17 kwietnia 1981 w Dalianie) – chiński piłkarz występujący na pozycji obrońcy w drużynie Wuhan Zall.

## Kariera piłkarska

### Klubowa
Od początku swojej kariery Zhang jest zawodnikiem Dalian Shide. Początkowo nie strzelał zbyt dużo bramek. Pierwszego swojego gola w meczu ligowym zdobył dopiero w 2005 roku, będąc na wypożyczeniu w Sichuan Guancheng. W kolejnym sezonie zaczął jednak często, jak na obrońcę, trafiać do siatki rywala. Trafił 3-krotnie, w 24 meczach. Następnie w sezonach 2007, 2008, 2009 grał po 25 razy w lidze chińskiej. W dwóch pierwszych strzelił po 4 bramki, zaś w ostatnim jedną.

### Reprezentacyjna
W 2004 oraz 2007 roku, Zhang Yaokun wystąpił wraz ze swoją reprezentacją na Pucharze Azji. W sumie dotychczas w reprezentacji strzelił 3 bramki.